# Liste des députés fédéraux canadiens - I
Cet article contient la liste des députés actuels et anciens à la Chambre des communes du Canada dont le nom commence par la lettre I.
En plus du prénom et du nom du député, la liste contient :
- le Parti politique que le député représentait lors de son élection ;
- la circonscription et la province où il fut élu.

## I
- Tony Ianno, libéral, Trinity—Spadina, Ontario
- David Iftody, libéral, Provencher, Manitoba
- Michael Ignatieff, libéral, Etobicoke—Lakeshore, Ontario
- James Lorimer Ilsley, libéral, Hants—Kings, Nouvelle-Écosse
- Andrew B. Ingram, libéral-conservateur, Elgin-Est, Ontario
- James Innes, libéral, Wellington-Sud, Ontario
- David Irvine, libéral, Carleton, Nouveau-Brunswick
- George Irvine, conservateur, Mégantic, Québec
- John Alfred Irvine, progressiste-conservateur, London, Ontario
- William Irvine, travailliste, Calgary-Est, Alberta
- Aemilius Irving, libéral, Hamilton, Ontario
- Ron Irwin, libéral, Sault Ste. Marie, Ontario
- Thomas James Irwin, Crédit social, Burnaby—Richmond, Colombie-Britannique
- Gaston Isabelle, libéral, Gatineau, Québec
- Gordon Benjamin Isnor, libéral, Halifax, Nouvelle-Écosse
- Peter Ittinuar, Nouveau Parti démocratique, Nunatsiaq, Territoires du Nord-Ouest
- William Bullock Ives, conservateur, Richmond—Wolfe, Québec